# O'Jay Ferguson
O'Jay Ferguson (né le 17 octobre 1993 à Snyder aux États-Unis) est un athlète bahaméen, spécialiste des épreuves de sprint. 

## Biographie
Il remporte la médaille d'argent du relais 4 × 400 mètres lors des Jeux du Commonwealth de 2018, à Gold Coast.

## Palmarès
| Date | Compétition                                      | Lieu       | Résultat | Épreuve   | Temps        |
| ---- | ------------------------------------------------ | ---------- | -------- | --------- | ------------ |
| 2013 | Championnats d'Amérique centrale et des Caraïbes | Morelia    | 2e       | 4 × 400 m | 3 min 2 s 66 |
| 2018 | Jeux du Commonwealth                             | Gold Coast | 2e       | 4 × 400 m | 3 min 1 s 92 |

## Records
| Épreuve | Temps   | Lieu    | Date         |
| ------- | ------- | ------- | ------------ |
| 400 m   | 46 s 09 | Atlanta | 17 mars 2018 |